# Фёдоров, Михаил Владимирович (военачальник)
Михаил Владимирович Фёдоров (14 февраля 1904 года, д. Биктяшево, Вятская губерния, Российская империя — умер после 1953 года,  СССР) — советский военачальник, полковник (1943).

## Биография
Родился 14 февраля 1904 года в д. Биктяшево, ныне в Балтасинском районе Татарстана. Русский.

### Военная служба

#### Гражданская война
10 ноября 1919 года был призван в РККА Вятским уездным военкоматом и зачислен красноармейцем в 1-й ротный участок Вятского территориального полкового округа. Здесь он проходил службу до конца войны, в боевых действиях не участвовал. В феврале 1921 года зачислен курсантом на 13-е пехотные командные курсы в город Вятка, переименованные затем в 10-ю Вятскую пехотную нормальную школу.

#### Межвоенные годы
После  окончания пехотной школы в сентябре 1923 года произведен в краскомы и назначен в 26-й Петроградский стрелковый полк 9-й Донской стрелковой дивизии СКВО в городе Миллерово, где проходил службу командиром взвода и пом. командира пулеметной роты. В январе 1932 года назначен курсовым командиром в 4-ю военную школу авиационных техников в городе Иркутск. С марта 1933 года командовал пулеметной ротой во 2-м Хорольском колхозном полку 1-й стрелковой дивизии ОКДВА. В июне 1936 года приказом по армии № 078 назначен командиром отдельной зенитно-пулеметной роты 59-й стрелковой дивизии. В июне 1937 года капитан  Федоров был переведен в 176-й стрелковый полк этой же дивизии на должность командира стрелкового батальона. В ноябре того же года командирован на учебу на курсы «Выстрел», после их окончания назначен начальником штаба 177-го стрелкового полка 59-й стрелковой дивизии 1-й Отдельной Краснознаменной армии. С октября 1939 года по июнь 1940 года врид командира 246-го стрелкового полка этой дивизии. 2 августа 1940 года  был назначен командиром 304-го стрелкового полка 22-й стрелковой дивизии.

#### Великая Отечественная война
С началом  войны майор  Федоров продолжал командовать этим полком.  Член ВКП(б) с 1941 года. С августа 1942 года находился в распоряжении ГУК НКО, затем назначен на должность командира 137-й отдельной стрелковой бригады. До января 1943 года она находилась на доукомплектовании в городе Кинешма Ивановской области, затем на Северо-Западном фронте в составе формировавшейся 68-й армии. Сформировавшаяся армия была включена в Особую группу войск под командованием генерал-полковника М. С. Хозина для участия в Демянской наступательной операции. В середине февраля группа была сосредоточена южнее Залучья для ввода в прорыв в полосе наступления 1-й ударной армии. В марте 1943 года 137-я отдельная стрелковая бригада под его командованием вошла в подчинение 1-й ударной армии и участвовала в прорыве обороны противника северо-западнее Демянска. Приказом по 1-й ударной армии от 28.3.1943 подполковник  Федоров был отстранен от должности «за плохое управление бригадой на поле боя» и зачислен в распоряжение Военного совета армии. 
Приказом по войскам Северо-Западного фронта от 27 июня 1943 года  Федоров был назначен командиром 121-го гвардейского стрелкового полка 43-й гвардейской Латышской стрелковой дивизии. С июля по сентябрь 1943 года принимал участие в боях под Старой Руссой. В октябре дивизия была передислоцирована на 2-й Прибалтийский фронт в район города Великие Луки, где вошла в подчинение 22-й армии. С января 1944 года 121-й гвардейский стрелковый полк под его командованием в составе тех же дивизии и армии успешно действовал в Ленинградско-Новгородской наступательной операции, при прорыве обороны противника севернее города Новосокольники. В начале февраля полковник  Федоров был назначен заместителем командира 43-й гвардейской Латышской стрелковой дивизии. Принимал участие в Ленинградско-Новгородской и Псковско-Островской наступательных операциях (в последней дивизия вела боевые действия в составе 1-й ударной армии).  
Приказом по войскам 2-го Прибалтийского фронта от 5 июня 1944 года Федоров был назначен командиром 182-й стрелковой Дновской дивизии. В составе войск 22-й армии участвовал в Режицко-Двинской наступательной операции, в прорыве обороны противника и наступлении в направлении города Себеж, в боях по освобождению Латвии. Командир 90-го стрелкового корпуса, куда входила дивизия, генерал-майор Э. Ж. Седулин отмечал: «В наступательных боях (июль — август 1944 г.) дивизия под командованием полковника Федорова продвигалась вперед, встречая на своем пути сильное сопротивление противника, совершая задуманные обходные маневры по труднопроходимой болотисто-лесистой местности, ломала сопротивление врага и в основном выполняла поставленную задачу. Взаимодействие родов войск понимает и в практической работе с учетом поставленной ему задачи и условий местности организует их правильно. Творчески инициативен и трудолюбив, в бою руководит спокойно и правильно принимает решения». В сентябре 1944 года дивизия была передана 43-й армии 1-го Прибалтийского фронта и участвовала в Рижской и Мемельской наступательных операциях. С выходом к реке Неман ее части вели оборонительные бои под городами Тильзит и Каукемен (Ясное), с января 1945 года — бои на территории Восточной Пруссии, участвуя в Инстербургско-Кенигсбергской наступательной операции, в наступлении на кенигсбергском направлении. Затем ее части в составе 43-й и 2-й гвардейской армий участвовали в ликвидации группировки противника на Земландском полуострове. 13 апреля 1945 года в бою под городом Каукемен был легко ранен в голову, но остался в строю. В конце апреля 1945 года дивизия из-под городом Кенигсберг совершила марш к городу Гдыня, где выполняла задачи по обороне города и порта Гдыня и города Путциг. 
За время войны комдив Федоров был один раз персонально упомянут в благодарственном в приказе Верховного Главнокомандующего.

#### Послевоенное время
После войны в июле 1945 года 182-я стрелковая Дновская дивизия была расформирована, а полковник  Федоров с этого времени находился в распоряжении Военного совета СГВ, затем НКО. В марте 1946 года он был зачислен слушателем ВАК при Высшей военной академии им. К. Е. Ворошилова, после их окончания в феврале 1947 года назначен заместителем командира 59-й гвардейской стрелковой дивизии ОдВО в город Тирасполь. С августа 1948 года и. д. заместитель командира 35-й гвардейской механизированной Харьковской дважды Краснознаменной орденов Суворова и Кутузова дивизии. С февраля 1951 года проходил службу в той же должности в 7-й гвардейской механизированной Нежинско-Кузбасской ордена Суворова  дивизии ГСОВГ. В ноябре 1953 года гвардии полковник Федоров  уволен в запас.

## Награды
- орден Ленина (21.02.1945)[5][6]
- три ордена Красного Знамени (18.10.1943[7],  03.11.1944[8][6], 15.11.1950[6])
- орден Александра Невского (30.07.1944)[9]
- орден Отечественной войны I степени (17.02.1944)[10]
  - медали в том числе:
  - «За победу над Германией в Великой Отечественной войне 1941—1945 гг.» (1945)
  - «За взятие Кёнигсберга» (1945)

Приказы (благодарности) Верховного Главнокомандующего в которых отмечен М. В. Федоров.
- За овладение штурмом городами Даугавпилс (Двинск) и Резекне (Режица) — важными железнодорожными узлами и мощными опорными пунктами обороны немцев на рижском направлении. 27 июля 1944 года № 153.